# Ota Nalezinek
Ota Nalezinek (Lomnice nad Popelkou, 4 mei 1930 – ?, 16 januari 2022) was een Tsjechisch-Luxemburgs graficus, illustrator, kunstschilder, mozaïekkunstenaar, tekenaar en docent.

## Leven en werk
Nalezinek studeerde pedagogiek aan de Karelsuniversiteit Praag. In 1969, na de inval van het Warschaupact in Tsjecho-Slowakije, vestigde hij zich in Luxemburg. In 1977 verkreeg hij de Luxemburgse nationaliteit. Hij was docent kunsteducatie.
Als kunstenaar ontwierp en maakte Nalezinek onder andere houtskooltekeningen, gravures, boekillustraties en illustraties voor d'Lëtzbuerger Land en Luxemburger Wort, keramiek, mozaïeken, postzegels, wijnetiketten en zeefdrukken. Hij exposeerde onder andere bij Galerie Louvigny (1971),, Galerie Jacoby in Ettelbruck (1974), Galerie Les Iles Canaries (1976), Galerie La Scatola (1977) en in de oranjerie in Mondorf-les-Bains (1980). In 1977 ontving hij uit handen van prinses Marie Astrid van Luxemburg de Prix Grand-Duc Adolphe. Verder behaalde hij een tweede plaats bij een wedstrijd van C.O.S.L. (1976), de eerste prijs op een internationale tentoonstelling van de Euregio SaarLorLux (1992), en een tweede plaats bij een ontwerpwedstrijd voor de Luxemburgse euro (1996).

## Enkele werken
- 1975 serie van 3 postzegels in de categorie sport: schaatsen, waterskieën en bergbeklimmen.
- 1982 illustraties voor Zur Geschichte der Herrschaft Linster van Marthe Prim-Welter. Luxemburg: Sankt-Paulus-Druckerei.
- 1980 bord met een zicht op Echternach, uitgevoerd door Villeroy & Boch.[6]
- 1980 decoratie van een rondvaartboot ter gelegenheid van 150 jaar Belgische onafhankelijkheid, in samenwerking met Roger Kieffer en Michel Heintz.[7]
- keramiek voor een scholencomplex in Munsbach.
- mozaïek voor de kerk in Schuttrange.

- Gemeinsame Normdatei: 1146322372
- International Standard Name Identifier: 0000 0000 5710 7352
- Musée national d'archéologie, d'histoire et d'art: lkl000260
- Nationale Bibliotheek van Tsjechië: xx0033995
- Virtual International Authority File: 85510462
- WorldCat: E39PBJyGYdGHwFqPV9QVYX8XBP